# Velu Nachiyar

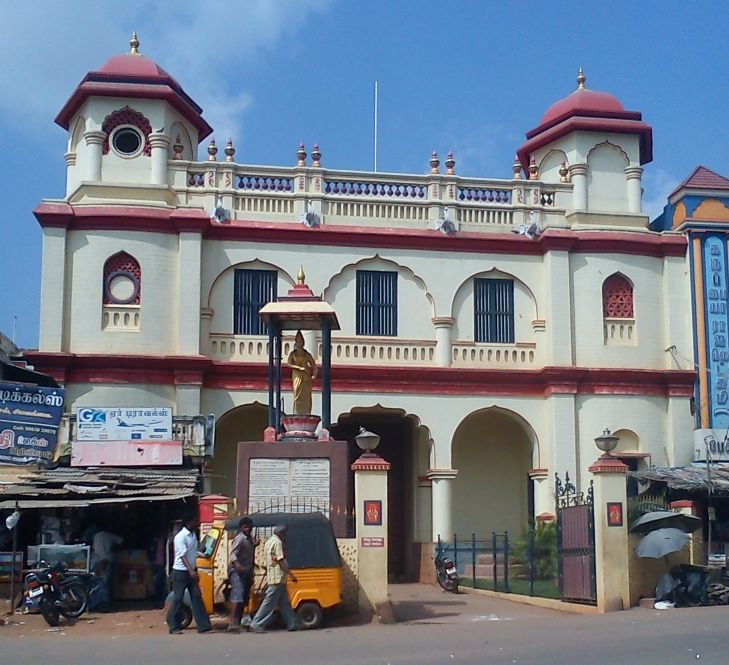
Palais Sivagangai avec statue de Rani Velu Nachiyar

Rani Velu Nachiyar (tamoul: Veeramangai (femme courageuse) ; 3 janvier 1730 - 25 décembre 1796) est une reine du domaine de Sivaganga de 1780 à 1790. Elle est la première reine indienne à lancer une guerre à la Compagnie britannique des Indes orientales (EIC),.

## Biographie
Velu Nachiyar est la princesse du Ramanathapuram et le seul enfant du roi Chellamuthu Vijayaragunatha Sethupathy et de la reine Sakandhimuthathal du royaume de Ramnad.
Dans sa jeunesse, Nachiyar est formé à de nombreuses méthodes de combat, y compris l'utilisation d'armes de combat de guerre, les arts martiaux comme le Valari (en), le Silambam, l'équitation et le tir à l'arc. Elle maitrise de nombreuses langues telles que le français, l'anglais et l'ourdou. Elle épouse le roi de Sivaganga, avec qui elle a une fille. Lorsque son mari, Muthuvaduganathaperiya Udaiya Thevar, est tué dans une bataille contre des soldats de l'EIC, elle est entraînée dans le conflit. Elle s'échappe du champ de bataille avec sa fille.
En 1780, elle forme une armée et cherche à nouer une alliance avec Haidar Alî dans le but de lancer une campagne contre l'EIC. Lorsque Velu Nachiyar trouve l'endroit où l'EIC stocke certaines de leurs munitions, elle planifie un Attentat-suicide sur le site, le faisant exploser,,. Nachiyar rétabli le royaume de son mari et le gouverne pendant dix ans de plus.  En 1790, le trône est hérité par sa fille Vellacci. Dès 1780, elle accorde une partie du pouvoir à sa fille et confie aux frères Marudu une partie de l'administration. Velu Nachiyar meurt quelques années plus tard, le 25 décembre 1796.

## Dans la culture populaire
Un timbre-poste commémoratif à son nom est publié le 31 décembre 2008.
Le 21 août 2017, un grand ballet de danse est organisé au Naradha Gana Sabha à Chennai basé sur l'histoire de la vie de la reine Velu Nachiyar. La pièce est dirigée par Sriram Sharma, qui a fait des recherches sur l'histoire de la vie de la reine pendant près d'une décennie.

## Voir également
- Mouvement pour l'indépendance de l'Inde